# Subsumpcja (matematyka)
Subsumpcja (ang. subsumption) – algorytm eliminacji redundantnych klauzul w rezolucji.
Jest oczywiste, ze jeśli mamy klauzule {\displaystyle p(x)} oraz {\displaystyle p(A),} gdzie {\displaystyle A} to jakaś stała,
{\displaystyle x} natomiast to zmienna, nie ma potrzeby trzymać tej drugiej, bo wynika z bardziej ogólnej klauzuli {\displaystyle p(x).}
Subsumpcja jest częścią systemów automatycznego dowodzenia twierdzeń opartych na rezolucji – dzięki niej zamiast mieć bazę twierdzeń w rosnącym stopniu zapełnioną przez twierdzenia szczegółowe, w miarę postępu dowodu mamy w niej twierdzenia bardziej ogólne, które rokują o wiele większe nadzieje.